# Provincia di Hung Yen
Hung Yen (vietnamita: Hưng Yên) è una provincia del Vietnam, della regione del Delta del fiume Rosso. Il suo nome deriva dal sino-vietnamita (Hán Tự: 興安), e significa "prosperoso e pace". 
Questa provincia occupa una superficie di 923,4 km² e ha una popolazione di 1.252.731 abitanti. 
La capitale provinciale è Hưng Yên. 

## Amministrazione
La provincia comprende una città (Hưng Yên) e i distretti di:
- Ân Thi
- Khoái Châu
- Kim Động
- Mỹ Hào
- Phù Cừ
- Tiên Lữ
- Văn Giang
- Văn Lâm
- Yên Mỹ